# Gino Colaussi
Luigi Colausig, més conegut com a Gino Colaussi, (4 de març, 1914 - 27 de juliol, 1991) fou un futbolista italià dels anys 30.
Colaussi nasqué a Gradisca d'Isonzo, Friül - Venècia Júlia. Jugà de davanter a la USC Triestina, Juventus FC i Vicenza Calcio, tots a primera divisió, i Calcio Padova a segona. Fou internacional amb la selecció italiana, amb la qual guanyà la Copa del Món de Futbol de 1938. Marcà quatre gols en aquesta competició, dos d'ells a la final. Morí a Opicina, prop de Trieste.